# 范縝
范 縝（はん しん、生没年不詳）は、南朝斉から梁にかけての官僚・学者。『神滅論』を著し、無神論を展開したことで知られる。字は子真。本貫は南陽郡順陽県。従弟は范雲。

## 経歴
范濛の子として生まれた。東晋の平北将軍の范汪の六世の孫にあたり、宋の中書侍郎の范璩之の孫にあたる。
早くに父を失い、貧しい生活の中で母に孝事した。成人前に劉瓛の講説を聞いて感銘を受け、赴いてかれに師事した。人と馴れ合わず学問につとめ、劉瓛門下の筆頭となった。劉瓛門下には富裕な者が多かったのに対して、范縝は家に帰れば布衣の生活であったが、その境遇を恥じることはなかった。成長すると、経学に広く通じ、とくに三礼に詳しかった。性格は質朴で、正論を曲げず、友人を安心させなかった。ただひとり外弟の蕭琛と仲が良く、かれのもとを気軽に訪れていた。
范縝は斉の寧蛮主簿を初任とし、諸官を歴任して尚書殿中郎となった。永明年間、斉と北魏とのあいだで和親が成立すると、范縝は行人として范雲・蕭琛・顔幼明・裴昭明らとともに北魏に赴き、隣国でも名を知られるようになった。竟陵王蕭子良に西邸の賓客として招かれた。建武年間、領軍長史に転じた。宜都郡太守として出向したが、母が死去したため職を去り、江州に帰って喪に服した。中興元年（501年）、蕭衍の東征軍がやってくると、范縝は戦時用の黒い喪服を着て出迎えた。蕭衍は范縝と蕭子良の西邸にいた時代からの旧交があり、かれに会うとたいへん喜んだ。蕭衍が建康を平定すると、范縝は晋安郡太守となった。郡にあっては清廉倹約で知られ、俸禄を生活の元手にするのみであった。太守として行政をみること4年、建康に召還されて尚書左丞となった。范縝は親戚には残す物もなかったが、ただ前尚書令の王亮には食事を奢り、親しいつき合いをしていた。後に王亮の罪に連座して広州に流された。
范縝は広州にあること長年に及び、ようやく建康に帰還した。中書郎・国子博士となり、在官のまま死去した。『文集』10巻があって当時に通行した。

## 神滅論
斉のとき、范縝は竟陵王蕭子良に近侍していた。蕭子良は仏教を篤く信仰していたが、范縝は仏はいないと唱えていた。蕭子良が「君は因果を信じないが、世の中に何によって富貴な者が生まれ、何によって貧賎な者が生まれることができるのか？」と問うと、范縝は「人の生は譬えるに一樹の花のようなものであり、同じくひとつの枝に発し、ともにひとつのへたに開いたとしても、風に従って落ち、自ら御簾の幌を払って敷物の上に落ちることもあり、自ら垣根にからまって便所の側に落ちることもあります。敷物に落ちた者が、すなわち殿下であります。便所に落ちた者が、つまりそれがしであります。貴賎は道を異にしているといえど、因果が結局どこにありましょうか」と答えた。蕭子良はかれを論破することができなかった。范縝はその理論をまとめて、『神滅論』を著した。この書が発刊されると、蕭子良は僧たちを集めて反論させたが、やはり論破することができなかった。

### 日本語訳
- 伊藤正文編訳『中国古典文学大系 23 漢・魏・六朝・唐・宋散文選』平凡社、1978年、国立国会図書館書誌ID:000001271185

ほか。

## 子女
子の范胥は、字を長才といい、父の学問を伝えて、太学博士を初任とした。弁舌の才能があり、大同年間に主客郎を兼ね、東魏の使者を応接した。湘東王蕭繹の下で平西諮議参軍をつとめ、宣城王蕭大器の下で侍読をつとめた。鄱陽郡内史として出向し、郡で死去した。

## 伝記資料
- 『梁書』巻48 列伝第42
- 『南史』巻57 列伝第47